# Gündüzlü, Kozluk
Gündüzlü là một xã thuộc huyện Kozluk, tỉnh Batman, Thổ Nhĩ Kỳ. Dân số thời điểm năm 2011 là 543 người.